# Les Supprimés
Les Supprimés est une nouvelle d’Anton Tchekhov, parue en 1885.

## Historique
Les Supprimés est initialement publié dans la revue russe Les Éclats, no 21, du 25 mai 1885, signée A.Tchékhonté. Aussi traduit en français sous le titre Suppression.

## Résumé
L’arpenteur Katavassov apprend à l’enseigne en retraite Vyvertov qu’un décret est paru qui supprime le grade d’enseigne pour ceux qui ne sont plus en activité. Vyvertov est en réserve et n’a maintenant plus de grade. Il sent « un froid au creux de l’estomac, ses genoux qui fléchissent et le premier venu va pouvoir le tutoyer ».
Il vit très mal ce déclassement. Aussi cherche-t-il à se renseigner pour corroborer cette nouvelle. Hélas ! cela semble faire partie d’un changement de plus grande ampleur: le grade de major a été supprimé et les conseillers d’états actuels de la table des rangs n’ont plus le droit à se faire appeler excellence.
Après deux semaines de réflexion, Vyvertov décide d'écrire une supplique à un haut personnage : « Son grade, il l’a gagné, et personne n’a le droit d’y toucher ».

## Édition française
- Les Supprimés, traduit par Édouard Parayre, in Œuvres I, Paris, Éditions Gallimard, coll. « Bibliothèque de la Pléiade » no 197, 1968  (ISBN 978-2-07-0105-49-6).